# Vancouver WCT 1971
Il Vancouver WCT 1971  è stato un torneo di tennis. È stata la 1ª edizione del Vancouver WCT, che fa parte del World Championship Tennis 1971. Si è giocato a Vancouver in Canada, dal 2 al 10 ottobre 1971.

## Campioni

### Singolare
Ken Rosewall ha battuto in finale  Tom Okker con il punteggio di 6–2 6–2 6–4

### Doppio
Roy Emerson /  Rod Laver hanno battuto in finale  John Alexander /  Phil Dent con il punteggio di 5–7, 6–7, 6–0, 7–5, 7–6